# Csangsai metró
A Csangsai metró (kínai írásjegyekkel: 长沙轨道交通) Kínában található Csangsa városban és vonzáskörzetében. A metróhálózat hossza 2025 júliusában 217,78 km, a metróvonalak száma 6 és az állomások száma 140 volt. Az első vonal 2014. április 29-én nyílt meg.

## Forgalom
Az utasforgalom az elmúlt években az alábbi módon változott:
| 2017 | 233 400 000 |
| 2019 | 330 320 000 |